# ハンス・ビョルンスタット
ハンス・ビョルンスタット（Hans Bjørnstad、1928年3月18日 - 2007年5月24日）はブスケルー県リエル（Lier）出身の元スキージャンプ選手。

## プロフィール
1950年のノルウェー選手権で2位となり、同年の世界選手権（アメリカ、レークプラシッド）で金メダルを獲得した。
1952年のノルウェー選手権では3位となった。